# Ruggell
Ruggell (Ruggäll nel dialetto locale alemannico) è uno dei comuni del principato del Liechtenstein.

## Società

### Evoluzione demografica
Abitanti censiti